# Ельцвайлер
Ельцвайлер (нім. Elzweiler) — громада в Німеччині, розташована в землі Рейнланд-Пфальц. Входить до складу району Кузель. Складова частина об'єднання громад Альтенглан.
Площа — 2,09 км2. Населення становить 127 ос. (станом на 31 грудня 2020).